# Vespa ducalis
Vespa ducalis (лат.) — один из самых крупных шершней в России. Основной отличительный признак — чёрная вершина брюшка. Латинское название соответствует русскому «шершень полководческий».

## Распространение
Обитает в Корее, Китае, Японии, Непале, Индии, Индокитае; в России встречается в Приморском крае, на юге Хабаровского края, но ниже Хабаровска по Амуру пока не известен, в Еврейской АО и на юго-востоке Амурской области.

## Биология
Шершни Vespa ducalis кормят своих личинок большей частью личинками и куколками других видов общественных бумажных ос. Гнёзда самые маленькие среди всех остальных видов шершней и располагаются под землёй. В гнезде обычно обитает около 50 особей.